# مارتین هوبا
مارتین هوبا (اسلواکی: Martin Huba؛ زادهٔ ۱۶ ژوئیهٔ ۱۹۴۳) کارگردان فیلم، بازیگر و سیاستمدار اهل اسلواکی است.
از فیلم‌ها یا برنامه‌های تلویزیونی که وی در آن نقش داشته‌است می‌توان به بوته سوزان و جنون اشاره کرد.